# Kurt Joachim Lauk
Kurt Joachim Lauk (* 19. Mai 1946 in Stuttgart) ist ein deutscher Politiker (CDU). Er war von Juni 2004 bis Juni 2009 Europaabgeordneter für Baden-Württemberg in der Europäischen Volkspartei. Er war von 2000 bis 2015 Präsident des Wirtschaftsrates der CDU und war Vorstandsmitglied führender deutscher Wirtschaftsunternehmen.

## Leben
Nach dem Abitur in Schwäbisch Hall studierte er von 1967 bis 1969 Evangelische Theologie und Geschichte und lebte im Evangelischen Stift Tübingen. Drei Jahre später schloss er das Studium dieser Fächer an der Universität München mit dem Magistergrad ab. Vom DAAD gefördert erhielt er ein Stipendium an der Stanford University in Kalifornien, wo er von 1973 bis 1974 als wissenschaftlicher Assistent (Department of Political Science) tätig war.
Durch diesen „Fachwechsel“ begann er 1975 sein Promotionsstudium am Institut für politische Wissenschaften der Universität Kiel und schloss parallel dazu ein MBA-Studium an der Graduate School of Business Stanford/California ab. 1977 wurde er bei Werner Kaltefleiter in Kiel über das Thema Die nuklearen Optionen der Bundesrepublik Deutschland promoviert. Bereits 1978 arbeitete er als Vice President der Boston Consulting Group in München. 1984–1989 amtierte er als Vorsitzender der Geschäftsführung von Zinser, einer Textilmaschinenfabrik, in Ebersbach bei Stuttgart.
1989 bis 1992 leitete er als stellvertretender Vorstandsvorsitzender der Audi AG in Ingolstadt das Ressort Finanz-/Betriebswirtschaft und Marketing.
Von 1992 bis 1996 saß er im Vorstand VEBA-AG (heute E.ON) in Düsseldorf als Finanzvorstand. Von 1996 bis 1999 war er Vorstandsmitglied der Daimler Chrysler AG in Stuttgart; er war dort speziell für die Sparte der Nutzfahrzeuge zuständig. Bis zum Juli 2000 war er als Lehrbeauftragter an der Stanford University Graduate School of Business tätig. Im selben Jahr wurde er zum Präsidenten des Wirtschaftsrates der CDU gewählt.
Drei Jahre später verlieh ihm die EBS Universität für Wirtschaft und Recht eine Professur „honoris causa“. Bei der Wahl zum Europaparlament 2004 kandidierte er auf Listenplatz 7 seiner Partei. Im Juli des Jahres berief ihn die Veritas Softwaresparte ins Board of Directors.
Des Weiteren ist Lauk Mitglied der, auf Betreiben von David Rockefeller gegründeten, Trilateralen Kommission.
Vom 11. bis 14. Juni 2015 nahm er an der 63. Bilderberg-Konferenz in Telfs-Buchen in Österreich teil.

## Aufgaben und Zuständigkeiten
- Mitglied im Ausschuss für Wirtschaft und Währung
- Stellvertreter für den Ausschuss für auswärtige Angelegenheiten
- Mitglied der Delegation für die Beziehungen zu den Vereinigten Staaten
- Stellvertreter für die Delegation für die Beziehungen zu Iran
- Präsident von Globe Capital Partners[3]
- Jurymitglied des „Innovationswettbewerbs Top 100“, der darüber entscheidet, ob ein Unternehmen als innovativstes Unternehmen im deutschen Mittelstand („Innovator des Jahres“) ausgezeichnet wird.[4]

## Politische Positionen
Im August 2004 forderte der Politiker gegenüber der Presse ein entschiedeneres Vorgehen Angela Merkels gegenüber dem Maßnahmenkatalog der Bundesregierung in Hinsicht auf die Gesundheitsreform und den kompromisslosen Weg hin zu unpopulären Maßnahmen:

„Derzeit gewinnen wir kein Profil und zeigen uns nicht regierungsfähig. Auf die Proteste können wir keine Rücksicht nehmen, zumal die Regelungen nicht besonders unsozial sind. […] Der Zahnersatz muss komplett aus dem Leistungskatalog der gesetzlichen Krankenversicherung heraus. Jeder Bürger weiß, dass irgendwann eine Zahnarztersatzbehandlung auf ihn zukommt. Er kann sich also rechtzeitig darauf einrichten.“

„Die Gesamtdauer der Hartz-IV-Leistungen muß vom 25. bis zum 65. Lebensjahr insgesamt auf eine noch festzulegende Anzahl von Jahren begrenzt werden, damit sich jeder darauf einstellen kann. Bei Arbeitsverweigerung muß man kürzen auf das Niveau von Mindestlohn in vielen Ländern um uns herum, also auf rund 400 Euro unter dem ALG II.“

Den sich am 15. November 2004 abzeichnenden Gesundheitskompromiss zwischen CDU und CSU klassifizierte er somit aus seiner Perspektive heraus als ein „wirres Konzept“.
Im August 2010 positionierte sich Lauk als einer von 40 Unterzeichnern des Energiepolitischen Appells, einer Lobbyinitiative der vier großen Stromkonzerne, um die Laufzeitverlängerung deutscher Kernkraftwerke voranzubringen. Den deutschen Atomausstieg bezeichnete Kurt Joachim Lauk als „Lachnummer“.

## Auszeichnungen
- 1978: Kai-Uwe-von-Hassel-Förderpreis

## Schriften
- Kernwaffen und eine Diplomatie der Friedenssicherung. Die Notwendigkeit nuklearer Absicherung bei der Bundesrepublik Deutschland. In: Beiträge zur Konfliktforschung, Bd. 7 (1977), S. 117–136.
- A European perspective. In: Alan Platt (Hrsg.): Congress and arms control. Westview Press, Boulder 1978, S. 185–204, ISBN 0-89158-157-X.
- Die nuklearen Optionen der Bundesrepublik Deutschland (= Demokratie und Frieden, Bd. 15). Duncker & Humblot, Berlin 1979, ISBN 3-428-04423-1.
- Germany at the crossroads. On the efficiency of the German economy. In: Daedalus, Bd. 123 (1994), S. 57–83.
- Deutschland am Scheideweg. Die deutsche Wirtschaft im internationalen Wettbewerb. In: Internationale Politik, Bd. 50 (1995), S. 47–52.
- Wertorientiertes Management und Controlling. In: Ronald Gleich (Hrsg.): Die Kunst des Controlling. Vahlen, München 1997, S. 487–505, ISBN 3-8006-2166-5.
- Globalisierung und ethische Implikationen. In: Dietrich Zilleßen (Hrsg.): Religion, Politik, Kultur. Diskussionen im religionspädagogischen Kontext. Lit-Verlag, Münster 2001, 73–88, ISBN 3-8258-4844-2.
- (als Hrsg.): Was würde Ludwig Erhard heute sagen? Hohenheim-Verlag, Stuttgart 2007, ISBN 978-3-89850-149-1.
- (als Hrsg.): Europa von innen gesehen. Europa jenseits der Bürger? Die EU nach dem Vertrag von Lissabon. Hohenheim-Verlag, Stuttgart 2009, ISBN 978-3-89850-179-8.
- Compliance im Mittelstand und Familienunternehmen. Welchen Nutzen haben Corporate-Governance-Regelungen? In: Barbara Dauner-Lieb (Hrsg.): Familienunternehmen im Fokus von Wirtschaft und Wissenschaft. Beck, München 2014, S. 398–407, ISBN 978-3-406-67109-8.